# گابریلا جاکوبه
گابریلا جاکوبه (ایتالیایی: Gabriella Giacobbe؛ ۱۹۲۳ – ۸ ژانویهٔ ۱۹۷۹) بازیگر اهل ایتالیا بود.
از فیلم‌هایی که وی در آن نقش داشته‌است، می‌توان به پشت دیوارهای صومعه، فصلی در دوزخ و آنا، آن لذت خاص اشاره کرد.